# Andrea Fraser
Andrea Fraser (Billings, Montana, 1965) es una artista de performances. Vive entre Nueva York y Los Ángeles trabajando como profesora de nuevos géneros en la Facultad de Arte de la Universidad de California en Los Ángeles. En su obra examina las motivaciones de los numerosos agentes del sector cultural: artistas, coleccionistas, galeristas, patrones, directores, públicos. Identificada con la crítica institucional e influida por la teoría de los campos sociales del sociólogo francés Pierre Bourdieu, la obra de Fraser constituye un análisis crítico del tejido social del mundo del arte y pone al descubierto los conflictos internos, los mecanismos y las estructuras jerárquicas del mismo.

## Biografía
Fraser nació en Billings, Montana, y creció en Berkeley, California. Estudió en la Universidad de Nueva York, complementando sus estudios con un programa de Estudios Independientes del Whitney Museum of Art y al'School of Visual Arts.

## Obra
Los métodos de Fraser se basan en procesos de investigación vinculados a lugares concretos, combinados con la investigación feminista de la subjetividad y el deseo. También parten del principio psicoanalítico que sólo se pueden asimilar estructuras y relaciones de manera inmediata cuando se ponen en acción. La extraordinaria capacidad de Fraser de representar posiciones sociales diversas involucra los públicos de una manera activa, a la vez que pone de manifiesto la diversidad de relaciones y de intereses que coexisten dentro de esta compleja estructura. Si bien el grueso de la obra de Fraser se centra en las condiciones sociales y económicas del mundo del arte, sus últimas producciones exploran las estructuras psicológicas subyacentes del individuo en relación con el público, en trabajos de una fuerte carga emocional como Projection (2008) y Men on the Line: Men Committed to Feminsim KPFK (1972, 2012/2014).
«No es cuestión de estar en contra de la institución. Nosotros somos la
institución. La cuestión es qué clase de institución somos, qué clase de valores
institucionalizamos, qué formas de práctica premiamos y a qué clase de
premios aspiramos.»
Andrea Fraser

## Exposiciones destacadas
La obra de Fraser ha sido mostrada en público en galerías como el Museo de Arte de Filadelfia (1989); el Kunstverein München, (Alemania, 1993, 1994); la Bienal de Venecia (Italia, 1993); el Sprengel Museum (Hannover, Alemania, 1998); el Kunstverein Hamburgo (Alemania, 2003); la Whitechapel (Londres, Inglaterra, 2003); el Museo de Arte Contemporáneo de Los Ángeles (2005); el Museo Frans Hals (Haarlem, Países Bajos, 2007); y el Centro Pompidou (París, 2009). En 2013, una importante retrospectiva de su trabajo fue organizada por el Museo Ludwig de Colonia, conjuntamente con su recepción del Premio Wolfgang Hahn. En 2016, expuso su obra L´1%, c´est moi en el Museo de Arte Contemporáneo de Barcelona y en el Museo Universitario Arte Contemporáneo (UNAM), donde se exhibe actualmente.